# Battle Club
Battle Club (バトルクラブ Batoru Kurabu?) es una serie  manga creado por Yuji Shiozaki. Es de contenido Shōnen (少年?) aunque esto es discutible debido a su gran cantidad de fanservice. La historia sigue la vida de un estudiante de 16 años de edad llamado Saito Mokichi que llega a un nuevo instituto con la intención de convertirse en un líder pandillero. Saito entra a formar parte de un club de lucha donde todos los alumnos son chicas de su edad más fuertes que él. Es una serie abierta ya finalizada Japón con 6 tomos ya publicados, en España han salido a la venta los 6 primeros de manos de Editorial Ivrea.En estos momentos shonen gahosha publica la secuela llamada "battle club the second stage" que se terminó de publicar en 2009 con una cantidad de 3 tomos.

## Características del manga
El manga se caracteriza por las escenas de lucha mezcladas con desnudos parciales de las protagonistas femeninas y frecuentes chistes relacionados con el sexo. Los capítulos del manga se dividen por Rondas o "Rounds".

## Argumento
Saito Mokichi llega al instituto privado Academia Cisne con la intención de hacerse un líder violento. Pelea con un estudiante y acabará encontrándose con Tamako Kaneda que venía de comprar Pokari Sweat para el club. Pronto se enamorará de ella.
Poco después, Mokichi abandona su idea de hacerse gamberro, se une al club y conocerá al maestro Tondemon, a la vice-capitana lesbiana Higuchi Ichiyo y al capitán travestido Taki Rentarou. Más adelante se unirá al club Shiba Ryotaro que es expulsada del club de kárate tras perder en un combate contra Tamako Kaneda, de quien queda enamorada.

## Personajes
- Kaneda Tamako: Protagonista del manga, es una muchacha de 17 años que participa en el Club de lucha; le encanta comer curry y en el fondo guarda un gran poder. Su madre fue una leyenda de la lucha libre.

- Saito Mokichi: Estudiante masculino de 16 años que llega a la Academia Cisne porque le pegaban en su anterior instituto; al comienzo su intencio era hacerse con el control del instituto a la fuerza pero acaba en el club de lucha libre para hacerse más fuerte y tratar de conquistar a Tamako.

- Higuchi Ichiyo: Vice-capitana del club de lucha con tendencias lésbicas. Se la conoce como "La reina de los vampiros" debido a su frialdad y su fuerza.

- Shiba Ryōtarō: Vice-capitana del club de kárate donde es muy popular. Es expulsada del club de kárate tras una derrota contra el club de lucha. Está enamorada de Tamako y acaba ingresando en el club de lucha libre tras una apuesta con ella.

- Taki Rentarou: Capitán del club de lucha que a primera vista parece una joven atractiva pero en realidad se trata de un chico, hasta ahora no ha tenido gran trascendencia en la historia.

- Tondemon: actual maestro del Club de lucha libre de la academia Cisne, todos los personajes del manga se dirigen a él con gran respeto; esto se debe a que, aunque ahora parezca viejo y débil, antiguamente fue un gran maestro de lucha libre que llevó a la Academia Cisne a ganar varios campeonatos nacionales de esta disciplina, siendo el entrenador de la madre de Tamako. Estaba retirado hasta que decidió entrenar al club de lucha actual, principalmente tras ver el potencial de Tamako. Su nombre es Bigger Gate Higashi.